# عملية السلام في الصحراء الغربية
تشير عملية السلام في الصحراء الغربية إلى الجهود الدولية لحل نزاع الصحراء الغربية. لقد فشل الصراع حتى الآن في التوصل إلى سلام دائم بين المغرب وجبهة البوليساريو (والجمهورية العربية الصحراوية الديمقراطية الصحراوية التي أعلنتها البوليساريو). القضايا الدائمة لعملية السلام هي اللاجئين الصحراويين (وتحديدا مخيمات اللاجئين الصحراويين في الجزائر)، وحقوق الإنسان في الصحراء، فضلا عن سيطرة المغرب عليها.

## خلفية
إن نزاع الصحراء الغربية هو صراع مستمر بين جبهة البوليساريو للشعب الصحراوي ودولة المغرب. الصراع هو استمرار التمرد السابق من قبل البوليساريو ضد القوات الاستعمارية الإسبانية في 1973-1975 وحرب الصحراء الغربية اللاحقة بين البوليساريو والمغرب (1975-1991). واليوم، تهيمن على النزاع حملات مدنية غير مسلحة لجبهة البوليساريو ودولتهم الصحراوية التي أعلنت نفسها للحصول على استقلال معترف به بالكامل للصحراء الغربية.
تصاعد الصراع بعد انسحاب إسبانيا من الصحراء الإسبانية وفقاً لاتفاقيات مدريد. ابتداءً من عام 1975، شنت جبهة البوليساريو، بدعم من الجزائر، حربًا استمرت 16 عامًا من أجل الاستقلال ضد موريتانيا والمغرب. في فبراير 1976، أعلنت جبهة البوليساريو إنشاء الجمهورية العربية الصحراوية الديمقراطية، التي لم يتم قبولها في الأمم المتحدة، لكنها حصلت على اعتراف محدود من قبل عدد من الدول الأخرى. بعد ضم المغرب وموريتانيا للصحراء الغربية عام 1976، وإعلان جبهة البوليساريو الاستقلال، عالجت الأمم المتحدة النزاع من خلال قرار يؤكد حق الشعب الصحراوي في تقرير المصير. في عام 1977، تدخلت فرنسا، [بحاجة لمصدر] عندما وصل النزاع إلى ذروته. في عام 1979، انسحبت موريتانيا من الصراع والأقاليم، مما أدى إلى طريق مسدود خلال معظم الثمانينيات. بعد عدة ارتباطات أخرى بين 1989 و 1991، تم التوصل إلى اتفاق لوقف إطلاق النار بين جبهة البوليساريو والحكومة المغربية. في ذلك الوقت، ظلت معظم أراضي الصحراء الغربية تحت السيطرة المغربية، بينما كانت البوليساريو تسيطر على حوالي 20٪ من الأراضي بصفتها الجمهورية العربية الصحراوية الديمقراطية، مع جيوب إضافية من السيطرة في مخيمات اللاجئين الصحراويين على طول الحدود الجزائرية. في الوقت الحاضر، لم تتغير هذه الحدود إلى حد كبير.
على الرغم من مبادرات السلام المتعددة خلال التسعينات وأوائل العقد الأول من القرن الحادي والعشرين، فقد عاد الصراع ليصبح «انتفاضة الاستقلال» في عام 2005؛ سلسلة من الاضطرابات والمظاهرات وأعمال الشغب اندلعت في مايو 2005 في أجزاء الصحراء الغربية التي تسيطر عليها المغرب واستمرت حتى نوفمبر من نفس العام. في أواخر عام 2010، اندلعت الاحتجاجات في مخيم أكديم إزيك للاجئين في الصحراء الغربية. بينما كانت الاحتجاجات سلمية في البداية، إلا أنها اتسمت لاحقًا باشتباكات بين المدنيين وقوات الأمن، مما أدى إلى سقوط عشرات الضحايا من الجانبين. بدأت سلسلة أخرى من الاحتجاجات في 26 فبراير 2011، كرد فعل على فشل الشرطة في منع النهب المناهض للصحراويين في مدينة الداخلة؛ وسرعان ما انتشرت الاحتجاجات في جميع أنحاء الإقليم. على الرغم من استمرار المظاهرات المتفرقة، فقد تراجعت الحركة إلى حد كبير بحلول مايو 2011.

## القضايا الديمغرافية
في أعقاب المسيرة الخضراء لعام 1975، رعت الدولة المغربية مخططات الاستيطان التي تغري آلاف المغاربة على الانتقال إلى الجزء الذي تحتله المغرب من الصحراء الغربية (80٪ من الأراضي). بحلول عام 2015، قدر أن المستوطنين المغاربة يشكلون على الأقل ثلثي السكان البالغ عددهم 500,000 نسمة.  بالإضافة إلى ضمان حق العودة للاجئين الصحراويين، أبدت الحكومة الصحراوية في المنفى استعدادها لمنح الجنسية الصحراوية للمستوطنين المغاربة وأحفادهم في دولة مستقلة في المستقبل. 

## التسلسل الزمني لعملية السلام
- فتوى محكمة العدل الدولية حول الصحراء الغربية 1975
- 1975 بعثة الأمم المتحدة الزائرة للصحراء الإسبانية
- بعثة الأمم المتحدة للاستفتاء في الصحراء الغربية (1991)
- خطة التسوية (1991)
- اتفاقية هيوستن (1997)
- خطة بيكر (2000 و 2003)
- مفاوضات مانهاست (2007-2008)